# Lucania (Schiff)
Die Lucania (auch fälschlicherweise als Luciania bezeichnet) war ein 1893 in Dienst gestellter Transatlantikliner der britischen Reederei Cunard Line, der als Royal Mail Ship im Passagier- und Frachtverkehr auf der Route Liverpool–Queenstown–New York eingesetzt wurde. Sie war bis 1897 das größte Schiff der Welt und eine Trägerin des Blauen Bands, einer inoffiziellen Auszeichnung für das schnellste Passagierschiff auf der Nordatlantikroute.

## Hintergrund
Die Lucania und ihr identisches Schwesterschiff, die Campania, wurden zu einem Zeitpunkt gebaut, als die Dampfschifffahrt florierte und die führenden Reedereien immer größere, luxuriösere und schnellere Schiffe in das Rennen um die Gunst des zahlenden Publikums schickten. Erst kurz zuvor hatte die Inman Line mit ihren beiden neuesten Schiffen City of New York und City of Paris Rekorde in Sachen Größe und Geschwindigkeit aufgestellt und sich das Blaue Band geholt. Die White Star Line stellte daraufhin die Teutonic und die Majestic in Dienst, die sich als unmittelbare Konkurrenz erwiesen. Daraufhin bestellte Cunard ebenfalls zwei neue Schiffe, um wettbewerbsfähig zu bleiben.
Der Bau der beiden Schiffe wurde von der britischen Admiralität mitfinanziert. Die Vereinbarung von Cunard mit der britischen Regierung sah vor, dass als Ausgleich beide Schiffe den Bedürfnissen der Admiralität angepasst werden sollten, falls es im Falle eines Kriegs zum Einsatz der Schiffe kommen sollte. Cunard musste damit einverstanden sein, dass die beiden Schiffe im Bedarfsfall von der Regierung als Hilfskreuzer der Reserve der Royal Navy eingezogen werden konnten.
Gemäß der Übereinkunft sollte es sich um zwei große und schnelle Doppelschraubendampfer mit Dreifachexpansionsdampfmaschinen handeln. Den Zuschlag für den Bau der Schiffe erhielt die Werft Fairfield Shipbuilding and Engineering Co. in Govan in der Nähe von Glasgow, die zu den damals größten Schiffsherstellern gehörte. Der Bau begann 1891 nur 43 Tage nach der Bestellung durch die Cunard Line.
Die Lucania lief am 2. Februar 1893 vom Stapel und wurde von Sir William Pearce, dem Vorsitzenden von Fairfield Shipbuilding und Mitglied des britischen Parlaments, getauft. Am 2. September 1893 lief das Schiff in Liverpool unter dem Kommando von Kapitän Alexander McKay zu seiner Jungfernfahrt nach New York aus, wo es am 9. September eintraf. Es wurde während seiner gesamten Dienstzeit auf der prestigeträchtigen Route Liverpool–Queenstown–New York eingesetzt. Die Lucania und die Campania galten jahrelang als wichtigste Schiffe der Cunard Line. In den folgenden Jahren schafften es deutsche Reedereien wie der Norddeutsche Lloyd oder HAPAG, mit ihren Schiffen die bis dahin dominierenden britischen Schifffahrtsgesellschaften wie Cunard oder White Star zu überholen. Cunard reagierte mit den neuen Rekordbrechern Mauretania und Lusitania.
Die Lucania rückte damit in den Hintergrund und diente nur noch als gelegentlicher Ersatz. Am 7. Juli 1909 erfolgte ihre letzte Reise (der einzigen im Jahr 1909), nach der sie im Huskisson Dock in Liverpool aufgelegt wurde. Gegen 19.00 Uhr abends am 14. August 1909 brach ein Brand an Bord aus, der bereits außer Kontrolle war, als die Löschkräfte am Dock eintrafen. Bis in die frühen Morgenstunden wurde Löschwasser in den Rumpf gepumpt, sodass die Lucania Schlagseite annahm. Erst gegen Mittag am 15. August war das Feuer vollständig gelöscht. Die Lucania wurde durch den Brand fast vollständig zerstört. Obwohl zwei Monate später noch eine weitere Fahrt eingeplant war, wurde nach einer Inspektion entschieden, dass sich eine Reparatur nicht lohnen würde. Die Lucania wurde an die Abbruchwerft von Thomas Ward in Swansea verkauft und dort abgewrackt. Die Reste der Inneneinrichtung wurden versteigert.

## Rekorde und Innovationen
Sie war mit 12.952 BRT nur zwei BRT größer als die Campania, konnte sie aber somit als größtes Schiff der Welt ablösen. Sie nahm der Campania außerdem den Titel der Trägerin des Blauen Bandes für die schnellste Atlantiküberquerung ab. In beiden Rekorden wurde sie erst 1897 von der Kaiser Wilhelm der Große des Norddeutschen Lloyd übertroffen.
1903 wurde auf der Lucania die weltweit erste Schiffszeitung eingeführt, die mit Informationen aus Funksprüchen beliefert war, die das Schiff auf See empfing. Das so genannte Cunard Daily Bulletin setzte sich schnell auf Cunard-Dampfern durch.

## Maschinen
Auf der Lucania wurden zwei Fünfzylinderdampfmaschinen mit vertikaler Dreifachexpansion installiert. Jede Maschine war mit zwei Niederdruckzylindern versehen. Die Lucania und die Campania waren die beiden größten Schiffe in der Geschichte von Cunard, die mit Dampfmaschinen dieser Art ausgestattet wurden, und ihre Maschinen waren die damals größten, die in ein Schiff eingebaut wurden. Dies bildete den Höhepunkt dieser Bauart – wenige Jahre später wurden die Schiffe mit moderneren Turbinen ausgerüstet. Die Maschinen waren beide in separaten wasserdichten Abteilungen untergebracht, damit im Fall eines Wassereinbruchs nur eine Maschine ausfallen würde und das Schiff mithilfe der anderen in den nächsten Hafen einlaufen konnte. Der Rumpf der Lucania war in 16 quer laufende wasserdichte Abteilungen aufgeteilt. Das Schiff konnte noch bei zwei gefluteten Abteilungen schwimmfähig bleiben.
Die Maschinen waren fast drei Decks hoch und ermöglichten eine Leistung von 28.000 PS (31.000 PSi). Die durchschnittliche Reisegeschwindigkeit der Lucania lag bei 22 Knoten (40,7 km/h) und die Höchstgeschwindigkeit bei 23,5 Knoten (43,5 km/h). Für eine Überfahrt wurden 2900 Tonnen Kohle verfeuert. Das 189,6 Meter lange und 19,81 Meter breite Schiff verfügte über zwei Schornsteine, zwei Masten und eine Doppelschraube.

## Ausstattung
Die Kabinen und Salons auf der Lucania und Campania waren opulent ausgestattet und spiegelten den Stil des Viktorianischen Zeitalters wider. Die Luxuskabinen auf dem Oberdeck und die Aufenthaltsräume der Ersten Klasse waren mit Eiche, Satinholz und Mahagoni getäfelt und mit dicken Teppichen ausgelegt. Vor Bullaugen und Fenstern hingen Seidenvorhänge und die Sitzgarnituren waren reich gepolstert und farblich auf die Räume abgestimmt.
Der vorherrschende Stil war Art Nouveau, es waren aber auch French Renaissance, wie zum Beispiel in der Empfangshalle der Ersten Klasse und Elisabethanischer Stil wie etwa im Rauchsalon der Ersten Klasse, in dem es auch einen offenen Kamin gab, zu finden. Einer der beeindruckendsten Räume war der Speisesaal der Ersten Klasse, der 30 Meter lang, 19 Meter breit und 3,5 Meter hoch war. Sein Design wurde als „leicht abgewandelter italienischer Stil“ beschrieben. Über dem Raum erstreckte sich ein drei Decks hoher Lichtschacht, der in einem Oberlicht endete. Die von ionischen Säulen getragene Kassettendecke war in Weiß und Gold gehalten. Die Mahagonitäfelung der Wände war mit Elfenbeinintarsien und Schnitzereien geschmückt. Daneben stand den Passagieren eine Bibliothek zur Verfügung.
Der britische Marinehistoriker und -fotograf Basil Greenhill (1920–2003) beschrieb die Innenausstattung der Lucania und der Campania in seinem Werk Advent of Steam: Merchant Steamship Before 1900 als Perfektion Viktorianischen Stils, der bei späteren Schiffen nicht mehr übertroffen werden konnte.